# 아우 ZH역
아우 ZH역(Au ZH)은 스위스 취리히주 베덴스빌 시정촌에 있는 아우 마을에 위치한 기차역이다. 이 역은 취리히호 좌안 철도에 있으며, 취리히 S-반의 S8 노선이 운행된다.